# Polski Senovez
Polski Senovez (bulgarisch: Полски Сеновец) ist ein Dorf in der Nähe von Weliko Tarnowo in Bulgarien.

## Geografie
Polski Senovez befindet sich in der Donauebene, 3 km vom Fluss Jantra entfernt. Das Dorf befindet sich 32 km von Weliko Tarnowo und 12 km von Polski Trambesch.
- Damm Polski Senovez
- Fluss Polski Senovez
- Spa Bretanevez, Spa Chalakza

## Geschichte
Polski Senovez liegt nahe beim Hügel Barchinata. Das Dorf befindet sich 6 km entfernt von der römischen Siedlung Nicopolis ad Istrum.

## Bevölkerung
| Jahr        | 1882  | 1893  | 1900  | 1920  | 1934  | 1946  | 1956  | 1965  | 1975  | 1984  | 1991  | 2001 | 2012 |
| ----------- | ----- | ----- | ----- | ----- | ----- | ----- | ----- | ----- | ----- | ----- | ----- | ---- | ---- |
| Bevölkerung | 2 101 | 2 274 | 2 378 | 2 817 | 3 012 | 2 990 | 2 922 | 2 730 | 2 231 | 2 270 | 1 602 | 870  | 580  |

## Religion
Die orthodoxe Kirche "St. Theodore Strate" wurde im Jahr 1837 errichtet.

## Bildung

### Grundschule"Nikola Wapzarow"
Die erste Kirchenschule in Polski Senovez wurde im Jahr 1847 gegründet. Einer der ersten Lehrer der Schule ist Georgi Tonkow. Im Jahr 1977 erhielt die Schule die Medaille "Kyrill und Method".

### Gemeindezentrum "Nadezhda 1883"
Das Gemeindezentrum in Polski Senovez wurde im Jahr 1883 gegründet.

## Gebiete in der Nähe
- Bretanevez
- Belopastriza
- Oreschaka

## Wohngebiete
- Tabak mahala
- Gorna mahala
- Dolna mahala

## Wirtschaft
Die Arbeits-Kooperative Bauernhof "Hristo Botew" wurde im Jahr 1949 gegründet.
Die Vereinigte Arbeits-Kooperative Bauernhof "Georgi Dimitrow" mit Mittel Polski Senovez wurde im Jahr 1958 gegründet.

## Bildergalerie

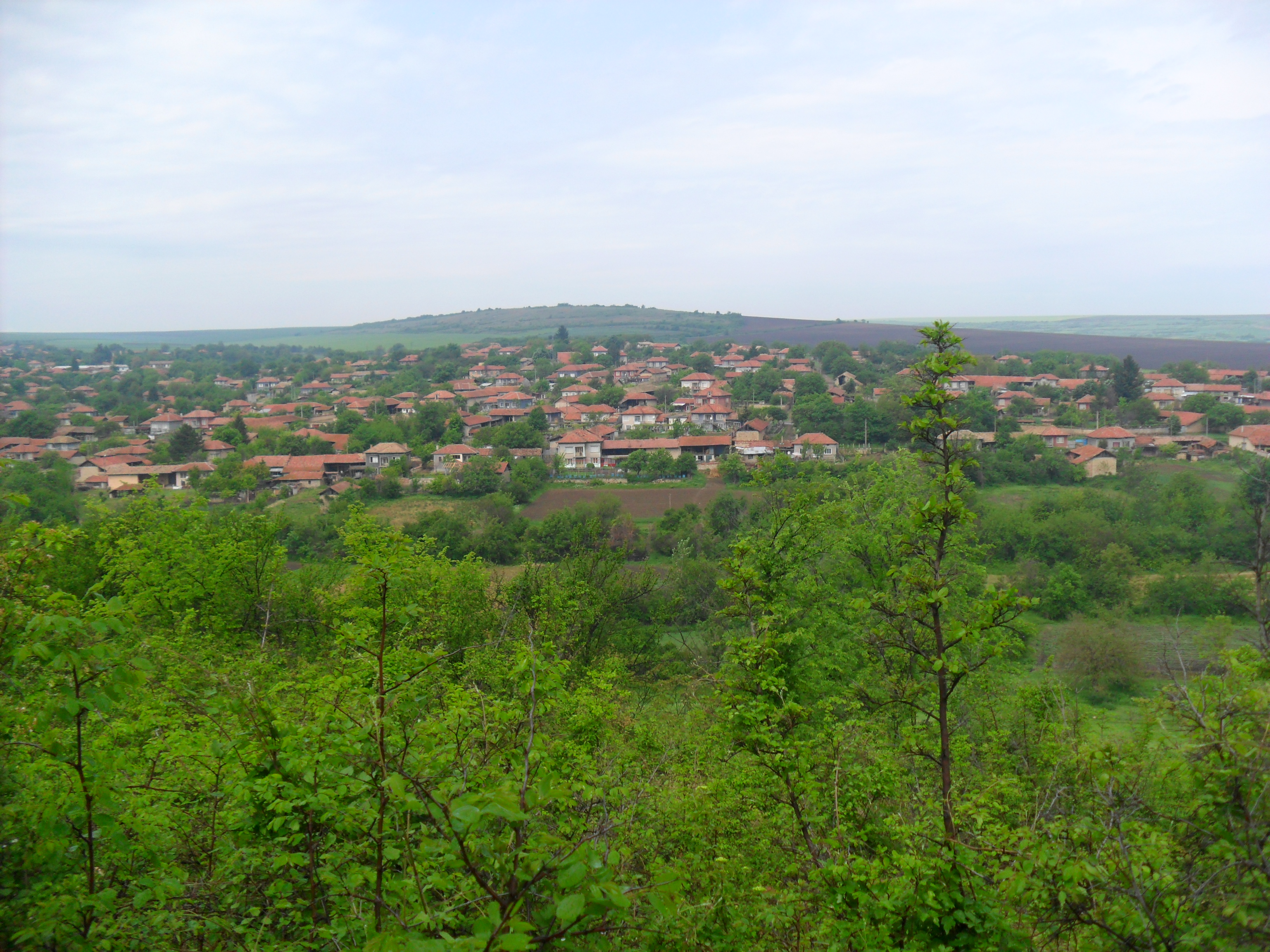
Ansicht von Polski Senovez
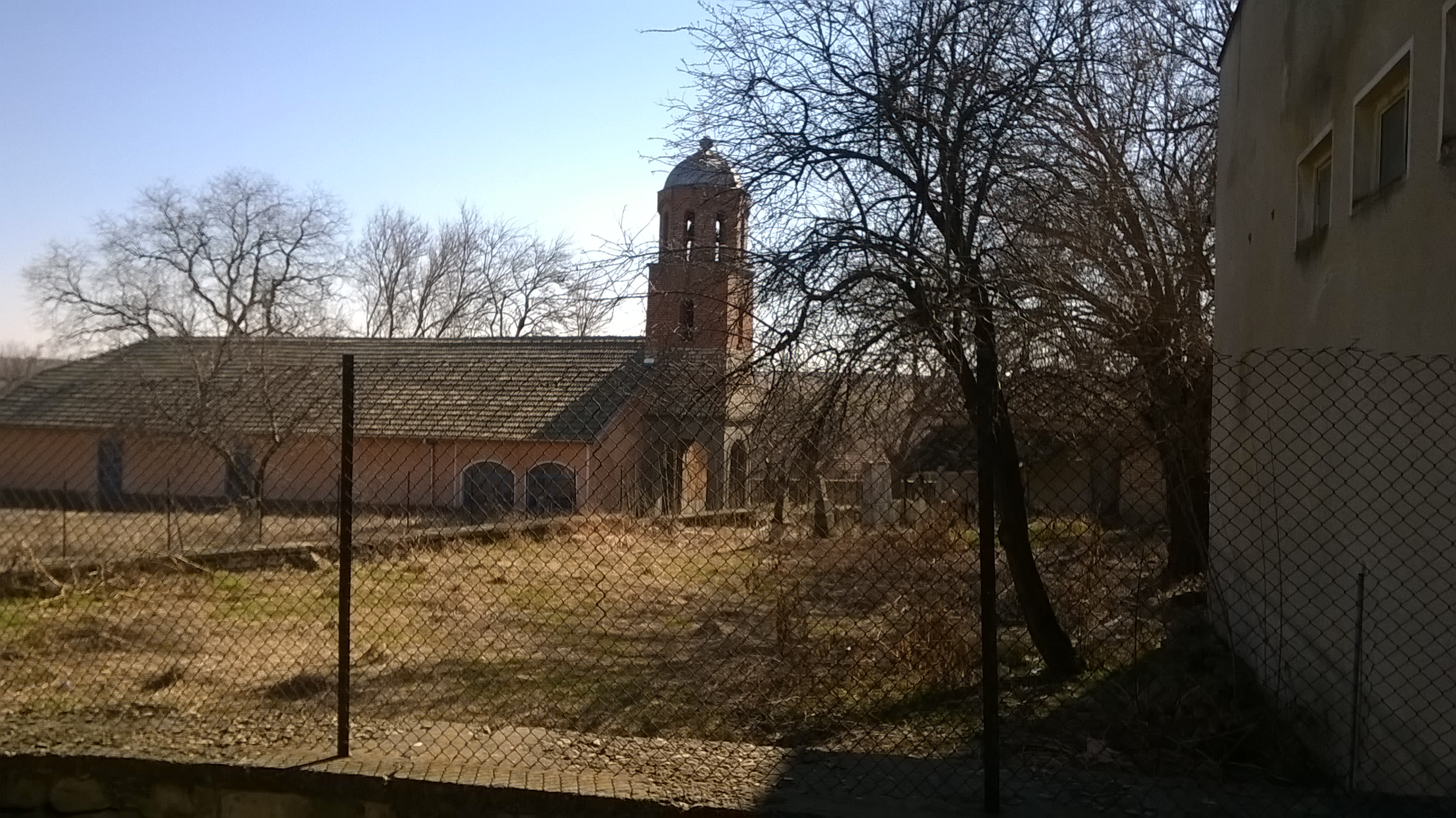
Orthodoxe Kirche "St. Theodore Strate"
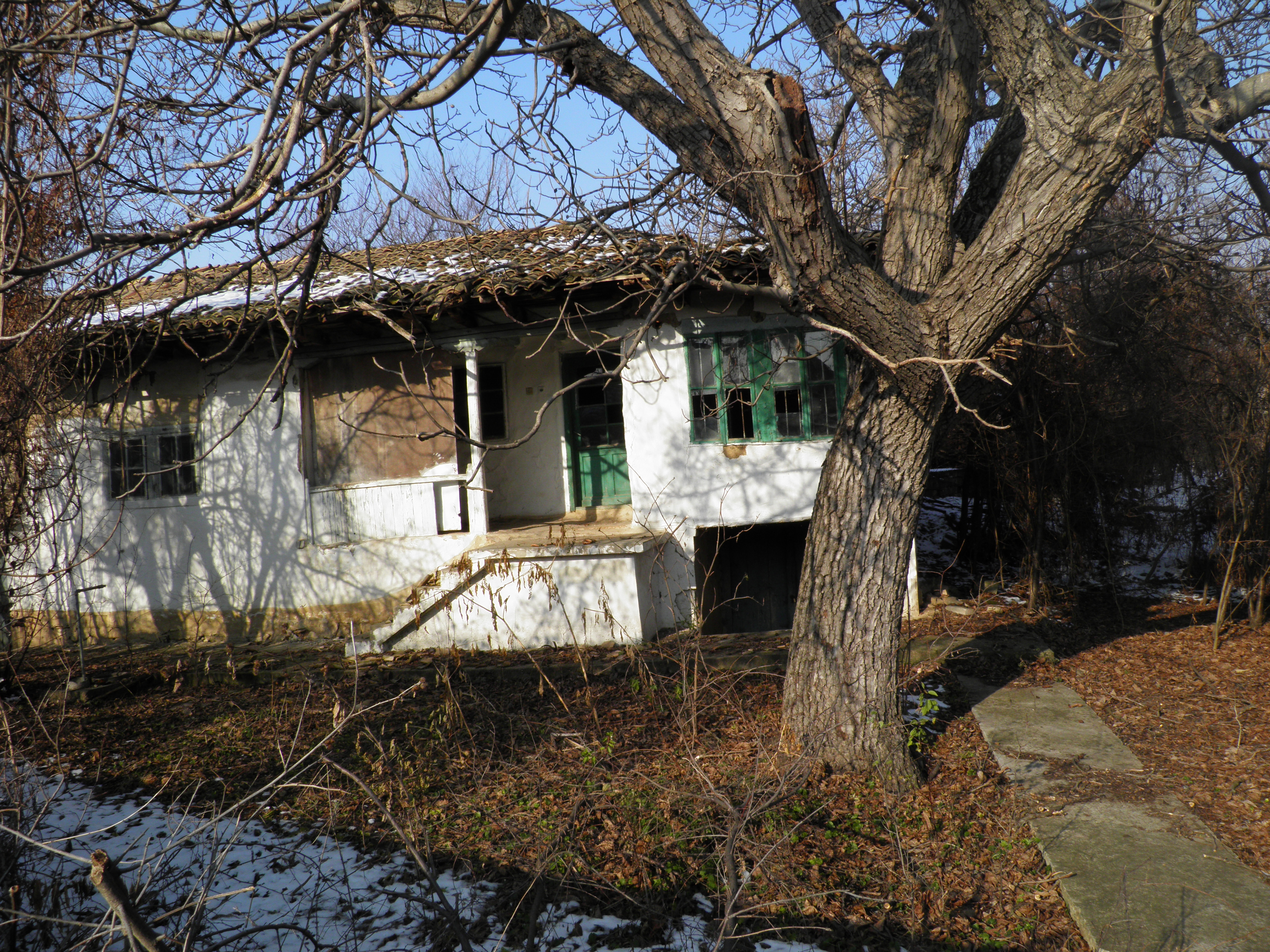
Bulgarisches Dorfhaus gebaut nach 1888
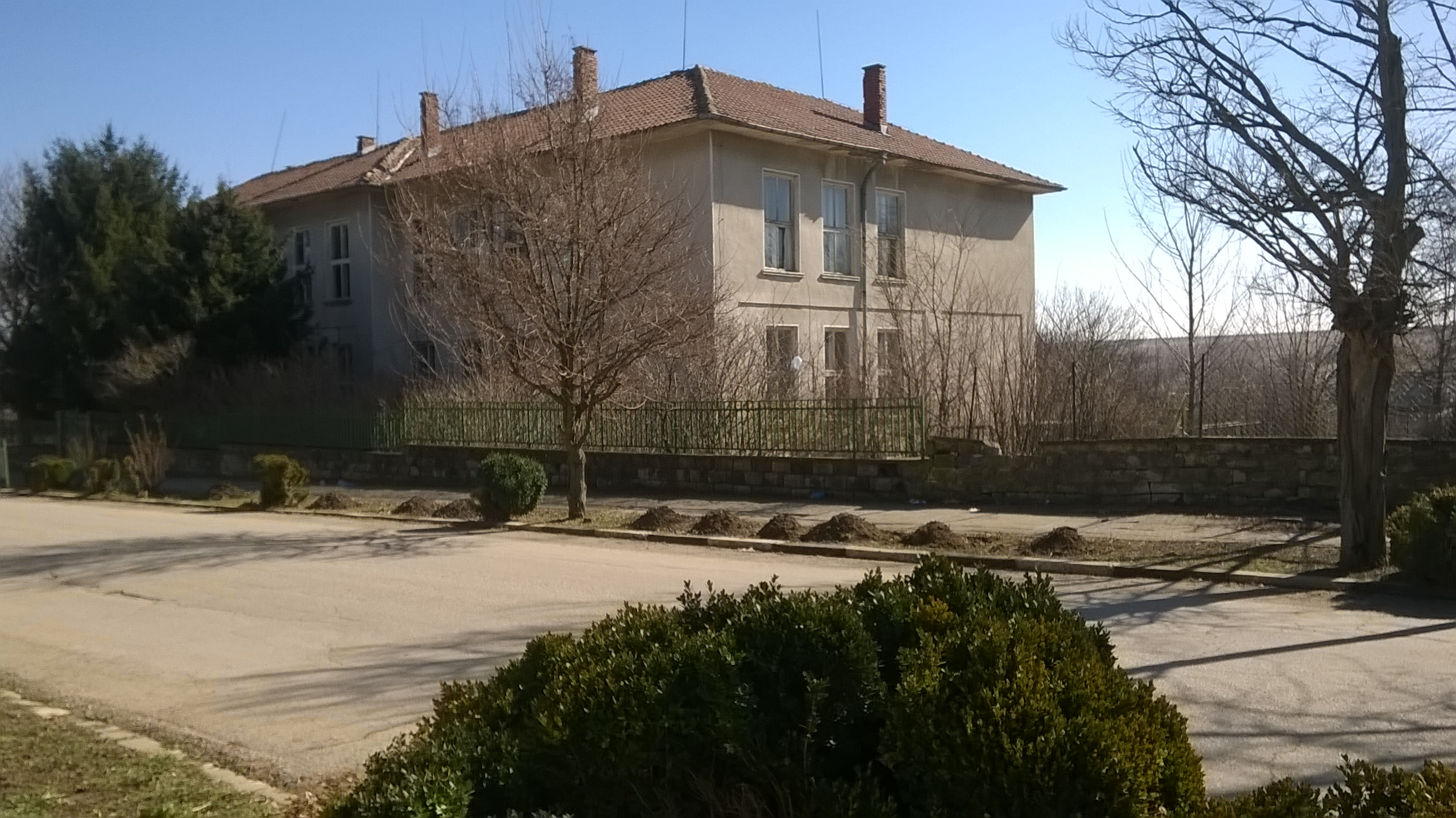
Grundschule"Nikola Wapzarow"
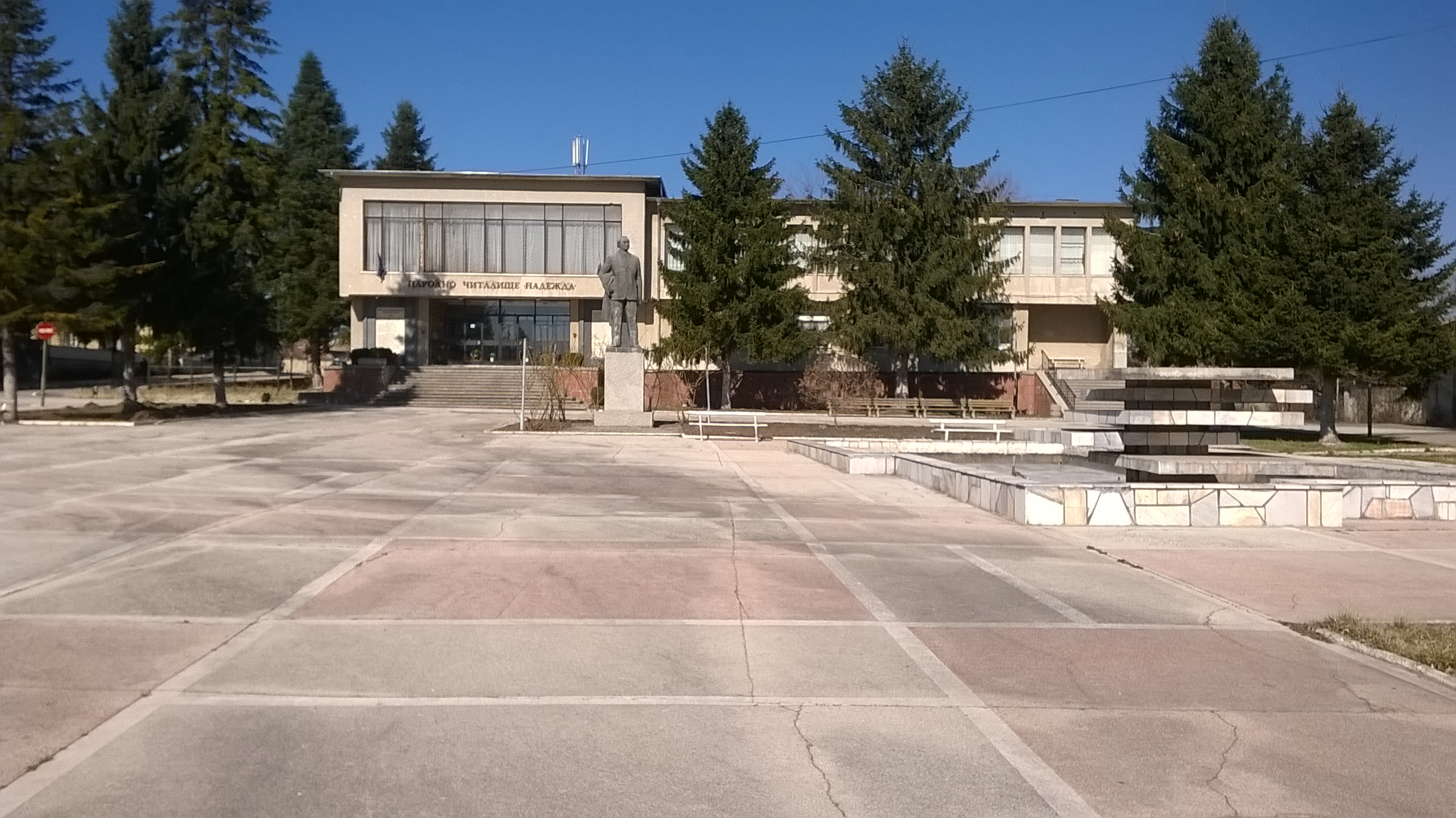
Gemeindezentrum "Nadezhda 1883"